# 鸭嘴蛤
截尾薄殼蛤（公代）（學名：Laternula anatina），又名玜玳（「玜玳」為《台日大辭典》用字）、截尾薄壳蛤（公代）、薄殼蛤，是笋螂目薄壳蛤科薄壳蛤属的一种。主要分布于韩国、中国大陆、台湾，常栖息在潮间带沙滩、泥滩。

## 分布
中国南北沿海，韩国，日本(九州，本州和四国)，台湾，菲律宾，加里曼丹岛，印度尼西亚等地区。它们的肉可供鲜食或制成干品，还可喂鸭，养猪和养鱼，虾等；在农业上是易于腐熟分解的肥料。